# Caproni Aeronautica Bergamasca
La Caproni Aeronautica Bergamasca (nota fino al 1927 come Airone e fino al 1938 come Cantieri Aeronautici Bergamaschi, divenuta parte del gruppo Caproni all'inizio degli anni trenta) è stata un'azienda aeronautica italiana, attiva tra il 1920 e i primi anni del secondo dopoguerra.

## Storia
La società Airone fu fondata il 23 luglio 1920 con base operativa presso l'aeroporto di Ponte San Pietro (Bergamo). Le sue attività di volo comprendevano l'aerofotogrammetria e la gestione di una scuola di pilotaggio; mentre, sotto la direzione tecnica dell'ingegner Carlo Maria Calligaris, l'azienda si occupava anche della progettazione e costruzione, oltre che riparazione, di aeroplani sia civili che militari. Tra gli anni venti e il 1933 vennero realizzati i modelli originali AR.1 e AR.2 (biplani sviluppati a partire dall'Hanriot HD.1); AR.10; C.1, C.2, C.3 (addestratori avanzati); C.4 (un aereo da turismo e addestramento); C.5, C.6, C.7 (prototipi). Vennero anche costruiti, su licenza, alcuni esemplari di Breda SC4 e SCA5.
All'inizio degli anni trenta l'azienda, che nel 1927 aveva cambiato nome divenendo nota come Cantieri Aeronautici Bergamaschi (CAB), confluì nel grande gruppo Caproni (nel 1938 il suo nome sarebbe stato cambiato in Caproni Aeronautica Bergamasca, conservando la sigla CAB).  
Nel 1933 il ruolo di direttore tecnico fu assunto da Cesare Pallavicino, che aveva già lavorato presso la Breda, per la quale aveva progettato il caccia Breda Ba.27. Costui progettò per la CAB velivoli come l'AP.1 per attacco al suolo, il CP.3 da combattimento, il PS.1 da turismo, il PL.3 a lunga autonomia. Nel frattempo la CAB contribuiva alla produzione dei velivoli Caproni Ca.100 e Ca.101.
Pallavicino progettò anche il Caproni Ca.135 da bombardamento e il Ca.308 per trasporto passeggeri. Il Ca.135, in particolare, il cui prototipo era stato costruito a Ponte San Pietro per poi essere replicato in serie nelle industrie Caproni di Taliedo, inaugurò la prassi – consolidatasi a partire dal 1939 – per cui i velivoli Caproni venivano progettati e collaudati a Ponte San Pietro sotto la direzione tecnica di Pallavicino, per essere poi sviluppati e prodotti in serie con il coinvolgimento delle altre divisioni del gruppo.
Diversi nuovi modelli, perlopiù militari, vennero progettati presso la CAB verso la fine degli anni trenta, anche se per la maggior parte rimasero progetti senza seguito. Durante la seconda guerra mondiale la CAB continuò a costruire velivoli per la Regia Aeronautica, ricevendo in particolare una commessa per 203 moderni caccia Reggiane Re.2005, che non poté essere soddisfatta per via dell'armistizio. Nel corso del 1944 la CAB produsse un piccolo numero di Caproni Ca.309 e svolse attività di riparazione di aerei tedeschi Junkers Ju 88.
Nell'immediato dopoguerra, come diverse altre imprese del settore aeronautico, la CAB cercò di reinserirsi nel mercato con un piccolo aereo da turismo, noto come T.40. Questo però non raggiunse la produzione per il sopraggiunto fallimento dell'azienda.